# Sagartianthus indosinensis
Sagartianthus indosinensis är en havsanemonart som beskrevs av Oscar Henrik Carlgren 1943. Sagartianthus indosinensis ingår i släktet Sagartianthus och familjen Sagartiidae. Inga underarter finns listade i Catalogue of Life.